# Porcellio longicornis
Porcellio longicornis är en kräftdjursart som beskrevs av Stein 1859. Porcellio longicornis ingår i släktet Porcellio och familjen Porcellionidae. Inga underarter finns listade i Catalogue of Life.